# Phil Keaggy

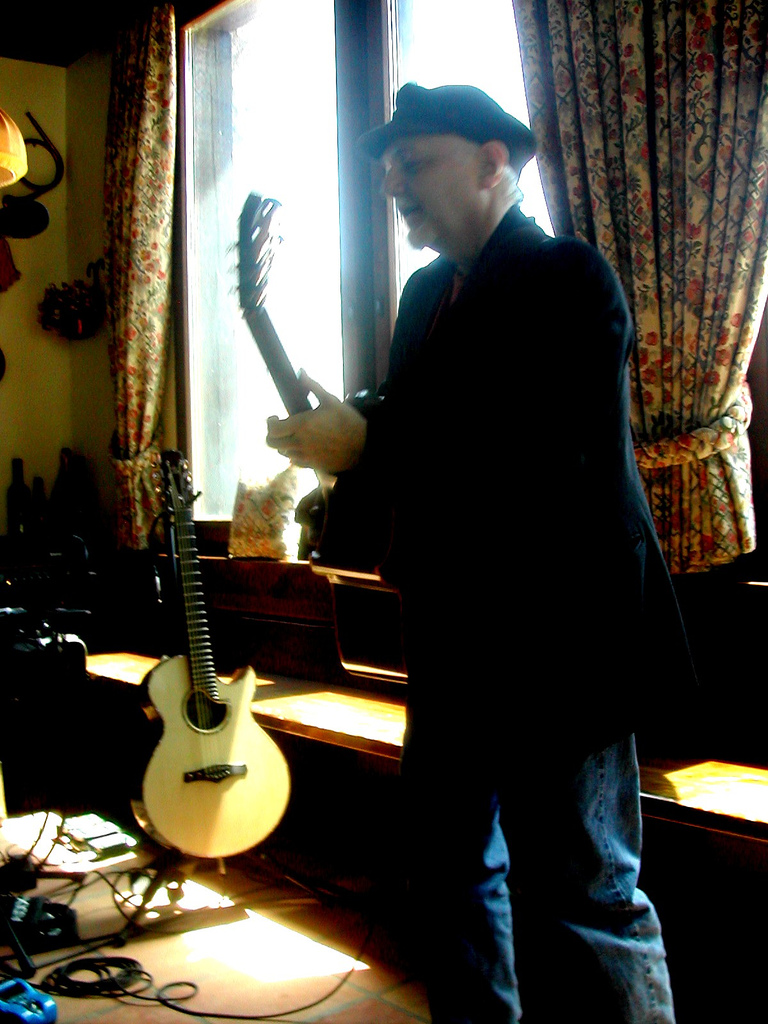
Phil Keaggy 2006

Philip Tyler Keaggy (* 23. März 1951 in Youngstown, Ohio) ist ein Gitarrist, Sänger und Komponist moderner christlicher Musik. Er hat über 50 Musikalben veröffentlicht und bei vielen weiteren als Studiomusiker mitgewirkt.
Er wurde sieben Mal mit dem Dove Award der Gospel Music Association für das beste Instrumental Album ausgezeichnet und war zweimal für den Grammy Award nominiert in der Kategorie Best Rock Gospel Album.
Keaggy wuchs zusammen mit neun Geschwistern auf einer kleinen Farm in Hubbard in Ohio auf. Er absolvierte die High School in Austintown, die er 1970 abschloss.
Trotz einer kleinen Behinderung, er verlor im Alter von vier Jahren den halben Mittelfinger seiner rechten Hand, begann er mit zehn Gitarre zu spielen. Bei den Leserumfragen des Guitar Player Magazins wurde er mehrmals zum besten fingerstyle guitarist gewählt.

## Diskografie

### Studioalben
| - What A Day, 1973 - Love Broke Thru, 1976 - Emerging, 1977 - The Master and the Musician, 1978 (Instrumental) - Ph'lip Side, 1980 - Town to Town, 1981 - Play Thru Me, 1982 - Underground, 1983 - Getting Closer, 1985 - Way Back Home, (original) 1986 - The Wind and the Wheat, 1987 (Instrumental) - Phil Keaggy and Sunday's Child, 1988 - Find Me In These Fields, 1990 - Beyond Nature, 1992 (Instrumental) - Crimson and Blue, 1993 - Blue, 1994 - Way Back Home, 1994 - True Believer, 1995 - Acoustic Sketches, 1996 (Instrumental) - 220, 1996 (Instrumental) - On The Fly, 1997 (Instrumental) - Phil Keaggy, 1998 - Premium Jams, 1999, double instrumental album | - Music to Paint By: Still Life, 1999 (Instrumental) - Music to Paint By: Electric Blue, 1999 (Instrumental) - Music to Paint By: Splash, 1999 (Instrumental) - Music to Paint By: Brushstrokes, 1999 (Instrumental) - Majesty and Wonder, 1999, Christmas album - An Angel's Christmas, 1999, Christmas album - Inseparable, 2000 - Uncle Duke, 2000 - Zion, 2000 - Lights of Madrid, 2000 (Instrumental) - Cinemascapes, 2001 (Instrumental) - In the Quiet Hours, 2001 (Instrumental) - Hymnsongs, 2002 (Instrumental) - Freehand (Acoustic Sketches II), 2003 (Instrumental) - Special Occasions, 2003 - It's Personal, 2004 (Originaltexte von Keith Moore) - The Uncle Duke Project, 2005 - Jammed!, 2006 (Instrumental) - Roundabout, 2006 (Instrumental) - Dream Again, 2006 - Acoustic Cafe, 2007 - The Song Within, 2007 (Instrumental) |